# سیارک ۸۱۹۱۵
سیارک ۸۱۹۱۵ (به انگلیسی: 81915 Hartwick، نامگذاری:2000NS11) هشتاد و یک هزار و نهصد و پانزدهمین سیارک کشف شده‌است که در ۱۵ ژوئیه ۲۰۰۰ کشف شد.